# Niphanda dispar
Niphanda dispar är en fjärilsart som beskrevs av Hans Fruhstorfer. Niphanda dispar ingår i släktet Niphanda och familjen juvelvingar. Inga underarter finns listade i Catalogue of Life.